# Dolorès
Dolorès et Compagnie war ein französischer Hersteller von Automobilen.

## Unternehmensgeschichte
Das Unternehmen aus Paris begann 1906 mit der Produktion von Automobilen. Der Markenname lautete Dolorès. Im gleichen Jahr endete die Produktion bereits wieder.

## Fahrzeuge
Im Angebot standen die Modelle 10 CV, 16 CV, 24 CV und 50 CV. Es ist unklar, ob die größeren Modelle tatsächlich hergestellt wurden.